# 1952 à Terre-Neuve-et-Labrador
Chronologie de Terre-Neuve-et-Labrador
- 1948
- 1949
- 1950
- 1951
- 1952
- 1953
- 1954
- 1955
- 1956

Cette page concerne des événements survenus en 1952 dans la province canadienne de Terre-Neuve-et-Labrador.

## Politique
- Premier ministre : Joseph Smallwood
- Chef de l'Opposition :
- Lieutenant-gouverneur :
- Législature :

## Naissances
- Février : Kathy Dunderdale, première ministre de Terre-Neuve-et-Labrador

## Décès
- 6 octobre : Walter Stanley Monroe, premier ministre de Terre-Neuve.